# Yéli Monique Kam
Yéli Monique Kam (ur. 24 sierpnia 1973 w Bobo-Dioulasso) – burkińska polityczka. Jedyna kobieta kandydująca w wyborach prezydenckich w Burkina Faso w 2020 roku.

## Życiorys

### Młodość i edukacja
Kam urodziła się 24 sierpnia 1973 w Bobo-Dioulasso, drugim co do wielkości mieście Burkina Faso. Jej matka była gospodynią domową, a ojciec mechanikiem samochodowym; ma siódemkę młodszego rodzeństwa. Jej matka jest analfabetką, a jej ojciec jest samoukiem, który sam nauczył się czytać i pisać w języku francuskim. W późniejszym dzieciństwie jej rodzina przeniosła się do Wagadugu, stolicy kraju.
Uczęszczała do przedszkola w Gounghin, a szkołę podstawową w Bobo-Dioulasso. Ukończyła studia na Université Nazi Boni po wcześniejszej nauce na Institut universitaire de technologie. Studia ukończyła z tytułem technika ubezpieczeń. W 2007 roku ukończyła studia z marketingu i strategii na Université de Ouagadougou.
W listopadzie 1996 roku została sekretarką w burkińskim oddziale korporacji ubezpieczeniowej Gras Savoye, gdzie pracowała przez 15 lat. W 2007 roku awansowała na stanowisko manadżerki sprzedaży. W 2012 roku została agentką ubezpieczeniową w Allianz. W 2018 roku założyła własne przedsiębiorstwo pośrednictwa ubezpieczeń o nazwie Sager.

### Działalność polityczna
W 2010 roku dołączyła do partii Kongres na rzecz Demokracji i Postępu gdzie odpowiadała za stworzenie lokalnych struktur. W 2012 roku rozpoczęła działania w ramach Ludowego Ruchu na rzecz Postępu.
W 2020 roku założyła partię Mouvement pour la Renaissance du Burkina (MRB), której przewodniczy. 2 października 2020 roku zarejestrowała swoją kandydaturę w wyborach prezydenckich w Burkina Faso w 2020 roku, w których wystartowała jako jedyna kobieta. Zdobyła 12. miejsce wśród 13 kandydujących, zdobywając 15 332 głosy, co stanowiło 0,54% wszystkich ważnych głosów.

### Życie prywatne
Jej rodzina należy do grupy etnicznej Lobi. Pozostaje w związku małżeńskim, ma piątkę dzieci.

### Pozostała działalność
W 2014 roku uzyskała wyróżnienie od ministra ds. zatrudnienia, młodzieży i szkolnictwa za swoje dokonania jako przedsiębiorczyni i zatrudnienie ponad 100 pracowników i 200 stażystów. Zdobyła również nagrodę specjalną w Programme spécial de création d'Emplois pour les Jeunes et les Femmes, konkursie wspierającym zatrudnienie młodych i kobiet.